# Karin Adelmundová
Karin Yvonne Irene Jansen Adelmundová (18. března 1949 Rotterdam – 21. října 2005 Amsterdam) byla nizozemská členka parlamentu (od roku 1994 do 1998) a od 2002 do 2005) a také staatssecretaris Ministerstva pro vzdělávání, kulturu a vědu (od 1998 do 2002).
Od února 1997 do srpna 1998 byla Adelmundová předsedkyní strany Partij van de Arbeid.